# Seungkwan
Boo Seung-kwan (hangul: 부승관 (); Busan, 16 de enero de 1998), mejor conocido simplemente como Seungkwan, es un cantante surcoreano, conocido por ser miembro del grupo masculino surcoreano Seventeen bajo la compañía Pledis Entertainment. También es miembro de la subunidad BSS junto a Hoshi y DK. También es conocido por su participación en programas de variedades como Unexpected Q, Prison Life of Fools y The Devil's Plan.

## Biografía
Boo Seung-kwan nació en Busan, Corea del Sur, el 16 de enero de 1998, pero se crio en Jeju-do, Corea del Sur. Durante su infancia, participó en varios eventos musicales que se celebraban en su escuela. En uno de ellos, un maestro lo grabó cantando y lo publicó en línea. El video luego llevó a que Seungkwan fuera elegido para trabajar en Pledis Entertainment en junio de 2012. A la edad de 15 años, Seungkwan se mudó de Jeju a Seúl, donde asistió a la Seoul Broadcasting High School, de la que se graduó en 2016.

## Carrera

### 2015-presente: Debut con Seventeen y actividades en solitario
Seungkwan debutó como miembro del grupo masculino surcoreano, Seventeen, con el EP 17 Carat el 26 de mayo de 2015. En 2018, lanzó el sencillo Kind of Love para la banda sonora de la serie Mother.
Junto con sus compañeros de grupo Hoshi y DK, Seungkwan creó una subunidad de Seventeen llamada BSS, o BooSeokSoon, un apodo que junta los nombres de los tres miembros juntos. El grupo lanzó su sencillo debut Just Do It el 21 de marzo. Ese mismo año, Seungkwan participó en el programa de entrevistas Unexpected Q. Fue galardonado con un premio en los MBC Entertainment Awards de 2018.
En 2019, Seungkwan participó en el programa de variedades Prison Life of Fools y en el programa de entrevistas Five Cranky Brothers. El 7 de septiembre de 2020, Seungkwan lanzó el sencillo "Go" para la banda sonora de la serie Record of Youth. El 29 de enero de 2021, Seungkwan participó en la banda sonora de la serie Lovestruck in the City.
En 2021, Seungkwan fue elegido para participar en el programa de televisión Job Dongsan, junto a Kang Ho-dong y Eunhyuk de Super Junior, y en Idol Dictation Contest de TVING. Más tarde, apareció en el programa de televisión de bádminton de tvN Racket Boys, junto al campeón olímpico Oh Sang-uk, Jang Sung-kyu, Yang Se-chan, entre otros.

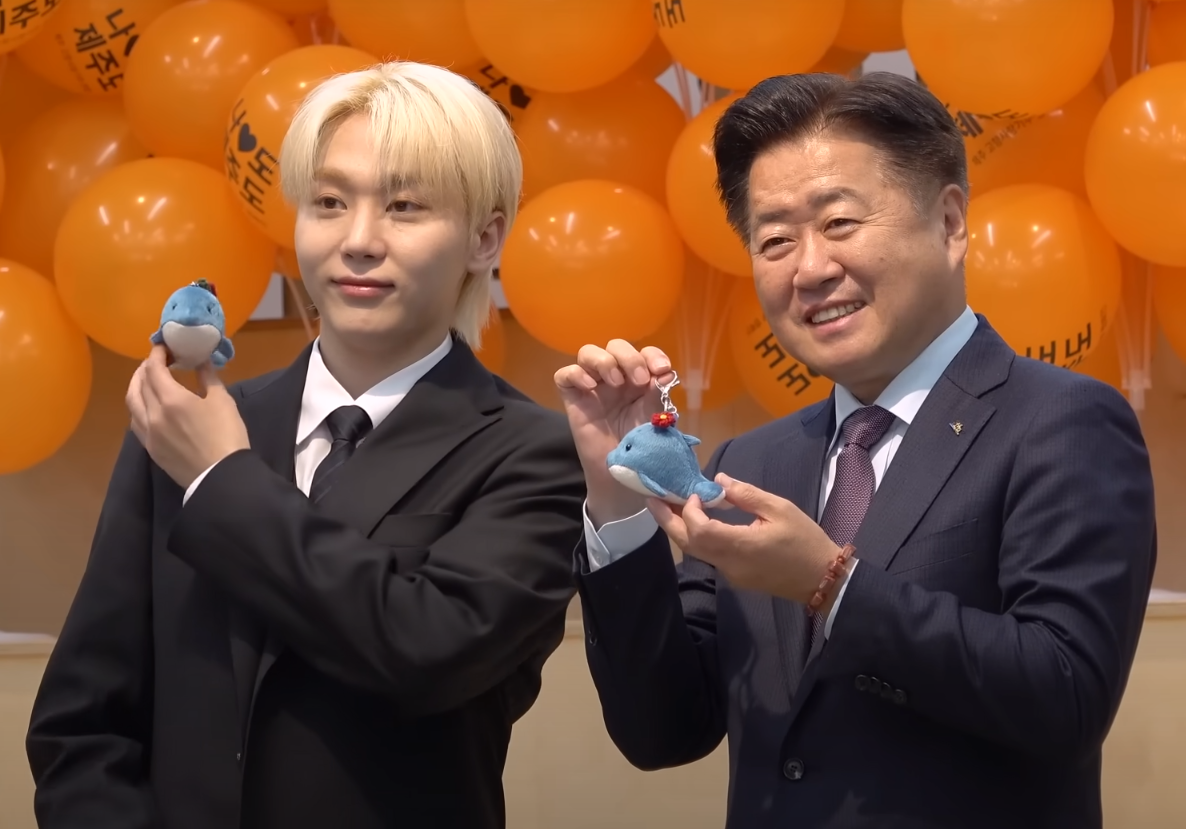
Seungkwan con el gobernador de Jeju, Oh Young-hun

En enero de 2022, recibió el premio "Artista ídolo masculino" en los Korea First Brand Awards de 2022, tras haber sido nominado un año antes. En septiembre, lanzó una versión de As It Was de Harry Styles exclusivamente para Spotify. En julio de 2023, Seungkwan se tomó un descanso por motivos de salud, y regresó a sus actividades en septiembre de ese año antes del lanzamiento de Seventeenth Heaven. En septiembre de 2023, se estrenó el reality show de Netflix The Devil's Plan, que Seungkwan había filmado antes de su pausa.
En febrero de 2024, Seungkwan lanzó su primer sencillo en solitario titulado Dandelion. En marzo, lanzó el sencillo Lonely Stars para la banda sonora de Astra: Knights of Veda. El 19 de noviembre de 2024, Seungkwan fue nombrado embajador honorario de la isla de Jeju, su ciudad natal. En febrero de 2025, lanzó el sencillo Somewhere in this Universe para la banda sonora de When the Stars Gossip. El 17 de mayo, como aficionado al voleibol desde hace mucho tiempo, Seungkwan apareció como comentarista invitado en el último partido de voleibol de Kim Yeon-koung, titulado "KYK Invitational".

## Respaldos

### Moda y patrocinios
En mayo de 2022, Seungkwan y su compañero de grupo Joshua fueron anunciados como modelos para la línea "Neo Cushion" de Laneige.
En septiembre de 2024, Seungkwan asistió al desfile Primavera/Verano 2025 de la marca de moda francesa Louboutin en la Semana de la Moda de París.

## Filmografía

### Programas de televisión
| Año  | Título                   | Papel               | Notas          | Ref.   |
| ---- | ------------------------ | ------------------- | -------------- | ------ |
| 2018 | Unexpected Q             | Miembro del reparto |                | [ 8 ]  |
| 2019 | Prison Life of Fools     | Miembro del reparto |                | [ 10 ] |
| 2019 | Five Cranky Brothers     | Miembro del reparto |                | [ 11 ] |
| 2021 | Job Dongsan (Job Estate) | Miembro del reparto |                | [ 14 ] |
| 2021 | Racket Boys              | Miembro del reparto | Episodios 1-12 | [ 16 ] |

### Programas web
| Año  | Título                 | Papel               | Notas       | Ref.   |
| ---- | ---------------------- | ------------------- | ----------- | ------ |
| 2021 | Idol Dictation Contest | Miembro del reparto | Temporada 1 | [ 15 ] |
| 2023 | The Devil's Plan       | Miembro del reparto |             | [ 19 ] |

## Discografía

### Sencillos
| Título               | Año  | Posiciones más altas en los gráficos | Álbum              |
| Título               | Año  | COR                                  | Álbum              |
| -------------------- | ---- | ------------------------------------ | ------------------ |
| "Dandelion" (민들레) | 2024 | 190                                  | Sencillo sin álbum |
| "Raindrops"          | 2025 | -                                    | Happy Burstday     |

### Apariciones en bandas sonoras
| Título                                                     | Año  | Posiciones más altas en los gráficos | Posiciones más altas en los gráficos | Posiciones más altas en los gráficos | Álbum                        |
| Título                                                     | Año  | COR                                  | COR Hot                              | JPN Hot                              | Álbum                        |
| ---------------------------------------------------------- | ---- | ------------------------------------ | ------------------------------------ | ------------------------------------ | ---------------------------- |
| "Kind of Love"                                             | 2018 | —                                    | —                                    | —                                    | Mother OST                   |
| "Go"                                                       | 2020 | —                                    | —                                    | —                                    | Record of Youth OST          |
| "Reason"                                                   | 2021 | —                                    | —                                    | —                                    | Lovestruck in the City OST   |
| "Is It Still Beautiful" (여전히 아름다운지) con Woozi y DK | 2021 | 25                                   | 22                                   | —                                    | Hospital Playlist OST        |
| "Pit a Pat"                                                | 2022 | —                                    | —                                    | —                                    | Link: Eat, Love, Kill OST    |
| "Betting" con Shingo Katori, Jeonghan y Mingyu             | 2023 | —                                    | —                                    | 31                                   | War of Traps OST             |
| "Still You"                                                | 2023 | —                                    | —                                    | —                                    | Dr. Romantic Season 3 OST    |
| "The Moment You Arrive"                                    | 2023 | —                                    | —                                    | —                                    | Tell Me That You Love Me OST |
| "Lonely Stars"                                             | 2024 | —                                    | —                                    | —                                    | Astra: Knights of Veda OST   |
| "See the World" con DK y Bleeding Fingers Music            | 2024 | —                                    | —                                    | —                                    | Asia OST                     |
| "Somewhere in this Universe"                               | 2025 | —                                    | —                                    | —                                    | When the Stars Gossip OST    |

## Premios y nominaciones
| Ceremonia de entrega de premios | Año  | Categoría                          | Candidato/Trabajo                 | Resultado | Ref.   |
| ------------------------------- | ---- | ---------------------------------- | --------------------------------- | --------- | ------ |
| Korea First Brand Awards        | 2019 | Artista ídolo masculino            | Boo Seung-kwan                    | Nominado  | [ 30 ] |
| Korea First Brand Awards        | 2022 | Artista ídolo masculino            | Boo Seung-kwan                    | Ganador   | [ 17 ] |
| MBC Entertainment Awards        | 2018 | Premio al Novato (Música y Charla) | King of Mask Singer, Unexpected Q | Ganador   |        |